# Rodriguezia arevaloi
Rodriguezia arevaloi är en orkidéart som beskrevs av Rudolf Schlechter. Rodriguezia arevaloi ingår i släktet Rodriguezia och familjen orkidéer. Inga underarter finns listade i Catalogue of Life.